# The Bewlay Brothers
The Bewlay Brothers è un brano musicale scritto dall'artista inglese David Bowie, ultima traccia dell'album Hunky Dory del 1971.
Nonostante i molti significati individuati in quella che è stata definita "una delle più dense e impenetrabili incisioni di Bowie", l'interpretazione più accreditata è quella che vede in The Bewlay Brothers un resoconto del rapporto con il fratellastro Terry Burns. Affetto da schizofrenia, Terry aveva esercitato una forte influenza su David durante la sua infanzia e la sua figura era già stata d'ispirazione per l'album The Man Who Sold the World.

## Il brano
(John Mendelsohn, Rolling Stone, 6 gennaio 1972)
The Bewlay Brothers è una collezione di immagini disparate che all'inizio degli anni settanta riflettevano probabilmente la complessità dello stato psicologico, religioso e sessuale di David Bowie. Più che in ogni altra traccia di Hunky Dory il testo si è prestato a numerose interpretazioni, in parte a causa della sua natura impressionistica e anche per il fatto di apparire come un ordinato flusso di coscienza.
Così come il testo, anche il titolo della canzone è stato a lungo oggetto di dibattito e nel 2008 Bowie ha rivelato le circostanze della sua origine: «L'unica pipa che ho mai fumato è stata un'economica Bewlay. Era un oggetto comune verso la fine degli anni sessanta e per questo brano ho voluto utilizzare il cognome Bewlay al posto del mio. Non era solo una canzone sulla fratellanza, quindi non volevo travisarne il senso utilizzando il mio vero nome». In ogni caso si trattava di un nome che avrebbe conservato nella memoria dato che alla fine degli anni settanta chiamò la sua casa di produzione "Bewlay Bros. Music" e i crediti riportati sulla copertina dell'album Lust for Life di Iggy Pop risultano attribuiti a "Bewlay Bros.", inteso in questo caso come un'aggregazione di Bowie, Iggy e il produttore Colin Thurston.
Oltretutto Bowie è sempre stato piuttosto evasivo riguardo al significato del brano, che una volta ha definito come "Star Trek in giacca di pelle", confessando di averlo scritto in modo impulsivo e di non sapere lui stesso come interpretarlo se non suggerendo che ci sono "strati di fantasmi al suo interno": «Ricordo a malapena le circostanze della registrazione. Ricordo che era tardi, ero da solo con il produttore Ken Scott, gli altri musicisti se n'erano andati». Scott ha rivelato in seguito che il cantante gli disse: «Non capirai le parole. L'ho scritta per il mercato americano. A loro piace leggere così tanto dentro qualsiasi cosa gli dai».
Quanto affermato dal cantante nel 2000 durante lo special radiofonico della BBC Golden Years ha comunque avvalorato l'interpretazione più accreditata che vede in The Bewlay Brothers un resoconto dei rapporti tra il cantante e il fratellastro Terry Burns, affetto da schizofrenia e già da allora soggetto a cure psichiatriche: «Non ho mai avuto una visione chiara di quale posizione abbia realmente occupato Terry nella mia vita, se fosse una persona reale o se io facessi riferimento a un'altra parte di me. Penso che The Bewlay Brothers riguardasse proprio questo».
David affronterebbe quindi la paura della pazzia congenita che, come lui stesso aveva ammesso, era stata un fattore determinante già in brani come All the Madmen o The Width of a Circle, e anche qui la schizofrenia e gli improvvisi attacchi epilettici di Terry sembrano essere evocati in alcuni passaggi:
Ciò nonostante, i versi oscuri della canzone hanno suggerito altri significati. La presenza dello slang omosessuale del Greenwich Village, già presente in Queen Bitch, ha forse influenzato coloro che hanno visto il brano come una sorta di manifesto gay, in particolare il cantautore Tom Robinson che ha dichiarato: «In quel momento Bowie ha legittimato le nostre esistenze».
Un'altra possibile interpretazione è stata fornita dallo scrittore George Tremlett, secondo il quale la canzone descriverebbe l'esito di una seduta spiritica sostenuta da David e Terry, mentre altri hanno addirittura sovrapposto la figura del fratellastro alla chiave di lettura gay, suggerendo che il brano possa essere il risultato di una fantasia riguardante un atto sessuale incestuoso.
Sotto l'aspetto strumentale si tratta di una ballata folk psichedelica dalla struttura circolare e claustrofobica, trascinata da un intro cupo di chitarra acustica e pianoforte distorto che procede attraverso tre lunghi versi, fino alla bizzarra coda fatta di effetti sonori e grottesche voci accelerate che termina nella dissolvenza "Please come away..." ("Per favore venite via..."), paragonata dai critici di New Musical Express Roy Carr e Charles Shaar Murray ad una forma molto più sinistra dell'effetto presente in The Laughing Gnome.

## Formazione
- David Bowie - voce, chitarra acustica, pianoforte
- Mick Ronson - chitarra acustica, chitarra elettrica, cori
- Trevor Bolder - basso
- Mick Woodmansey - batteria

## The Bewlay Brothersdal vivo
Il brano è stato eseguito in pubblico durante una sola occasione, il 2 ottobre 2002 all'Apollo Hammersmith di Londra, dove Bowie tenne il secondo concerto più lungo di sempre della sua carriera. L'unica altra volta in cui è stata suonata dal vivo è stata in occasione del programma radiofonico della BBC Live and Exclusive, registrato il 18 settembre 2002 e trasmesso il 5 ottobre, in cui David ha scherzato sul fatto che nel testo ci fossero "più parole che in Guerra e pace".

## Pubblicazioni
The Bewlay Brothers si trova nel box set Sound + Vision del 1989 e nella raccolta ISelect del 2008. Un "alternate mix" è incluso come traccia bonus nella riedizione di Hunky Dory del 1990.

## Cover
Tra gli artisti che hanno pubblicato cover di The Bewlay Brothers:
- i Replicants nell'album eponimo del 1995
- Des de Moor e Russell Churney in Darkness and Disgrace del 2003
- John Howard come singolo nel 2007
- le Sister Crayon in We Were So Turned On: A Tribute To David Bowie del 2010
- Rhett Miller in The Interpreter Live at Glasgow del 2011
- Peter Murphy in Bare-Boned and Sacred (Live) del 2017